# 飛鳥の石造物
飛鳥の石造物（あすかのせきぞうぶつ）は、奈良県飛鳥地方（現在の明日香村を中心とした地域）およびその周辺に残る、飛鳥時代に石で作られた遺物・遺構の総称。

## 概要
飛鳥の石造物は花崗岩でつくられた物が多い。用途のはっきりしないものが多く人物像も後に類例がなく、後代の日本の文化の主流となった仏教美術とは異質なものが多く、これらは謎の石造物と言われている。一部の物に道教との関係を示唆する見解がある。

## 主な石造物

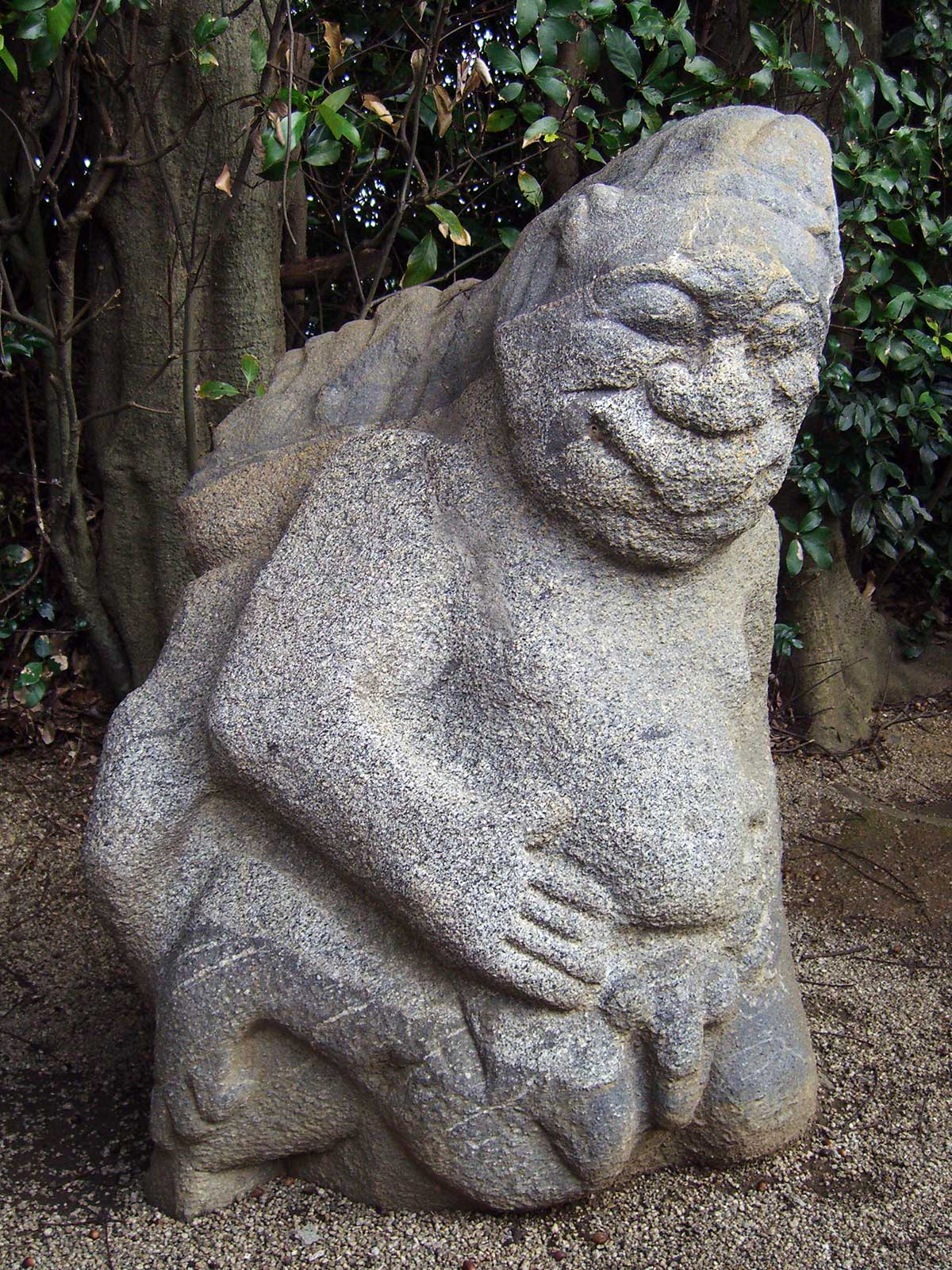
猿石"山王権現"

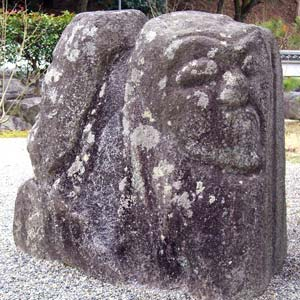
二面石

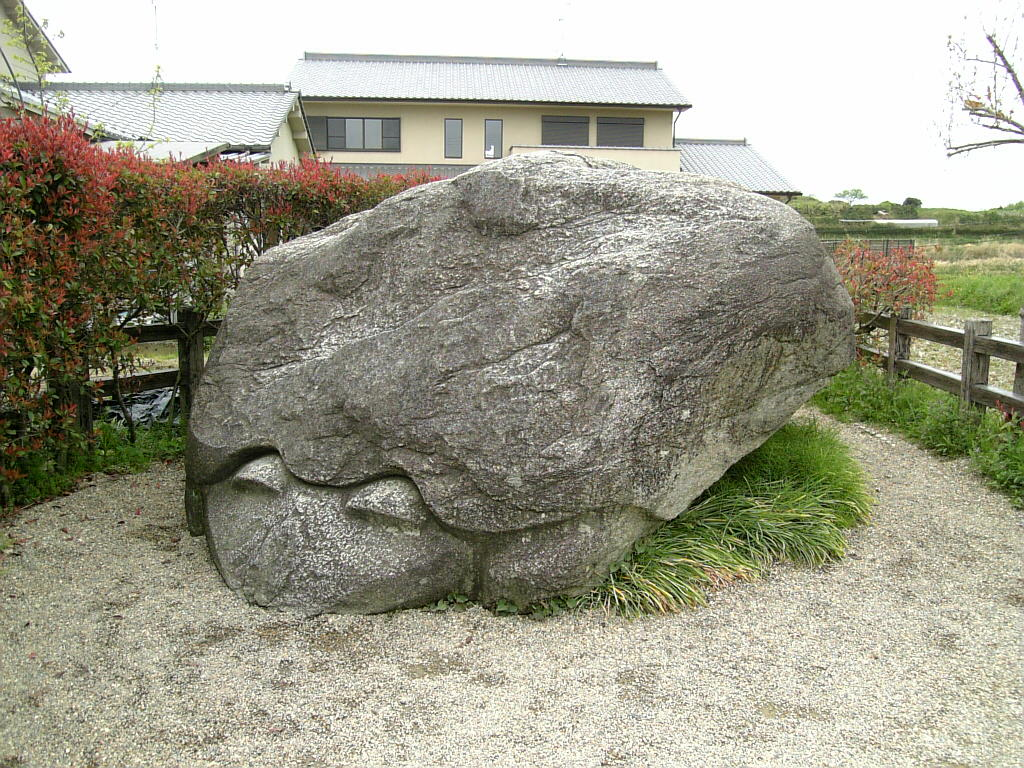
亀石

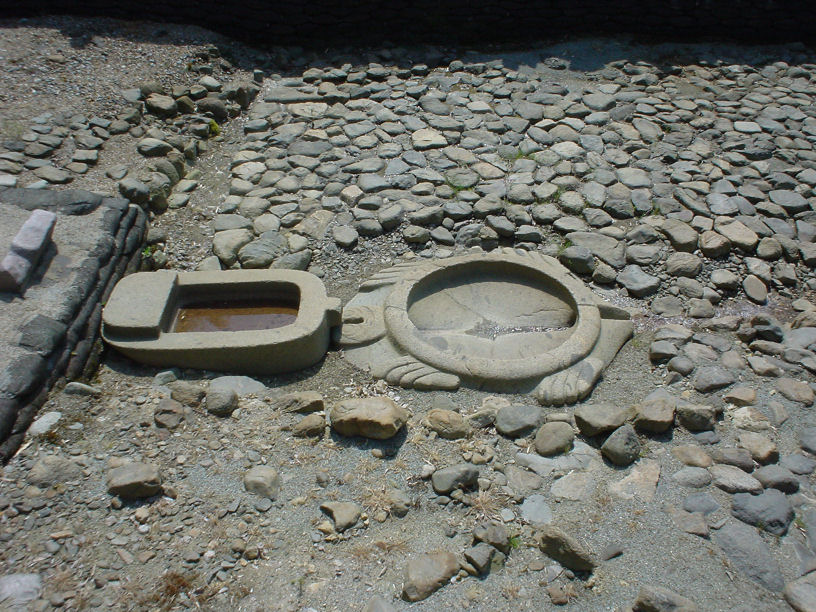
亀形石造物

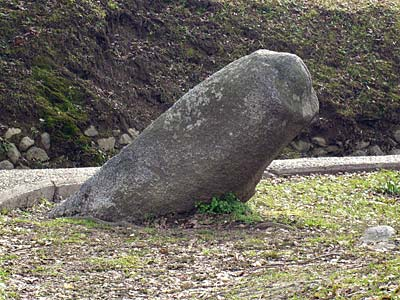
マラ石

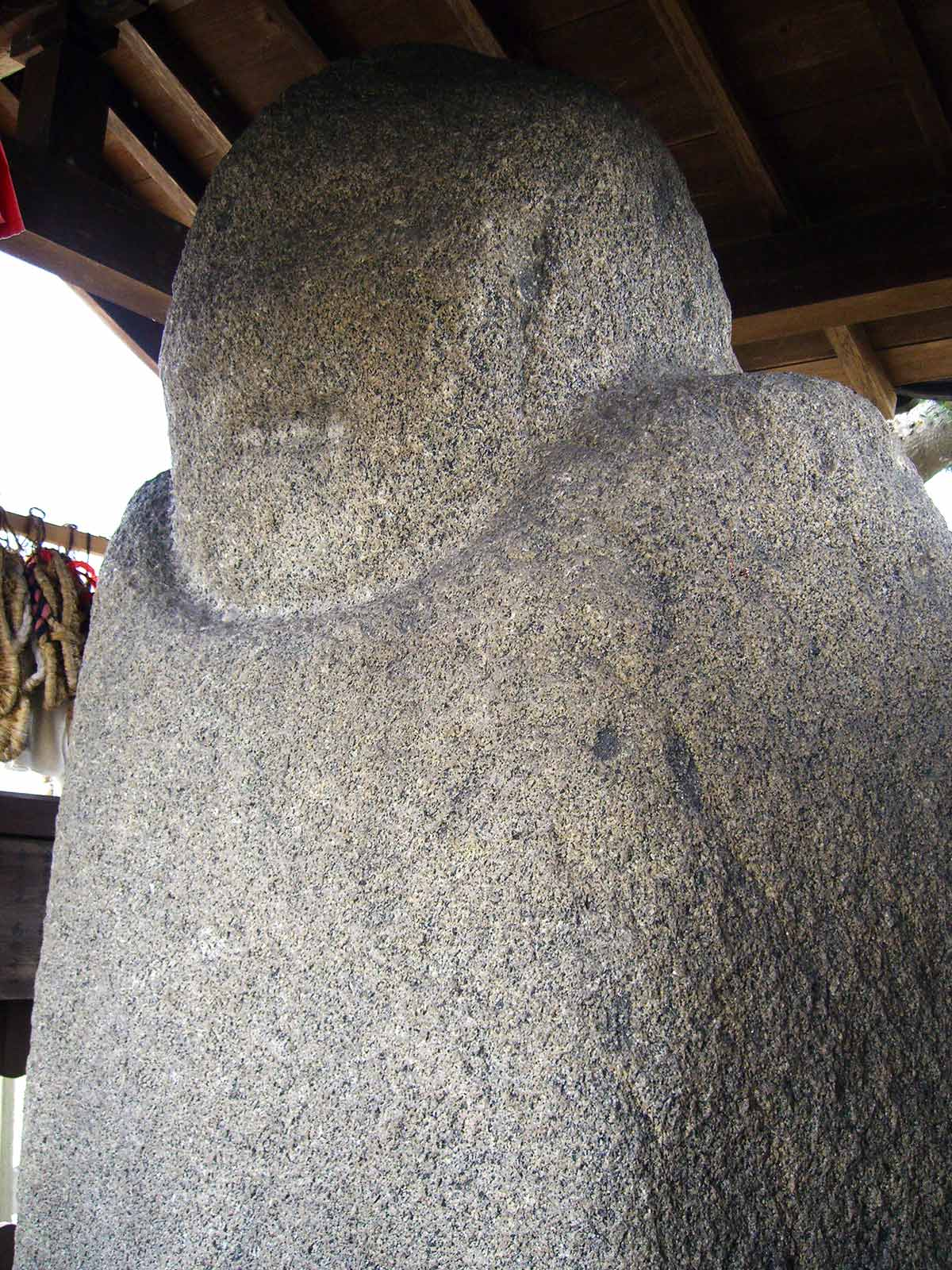
弥勒石

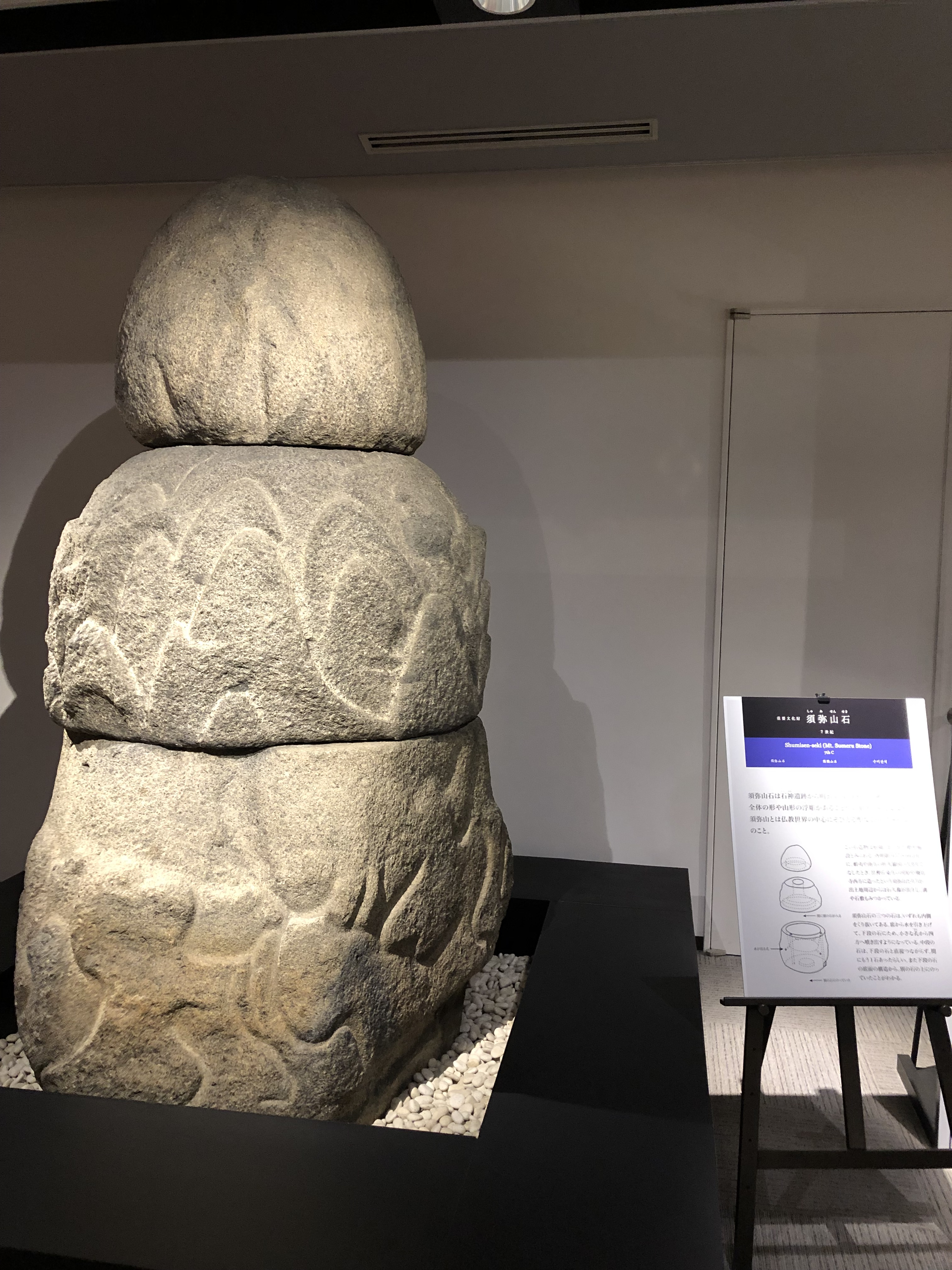
須弥山石

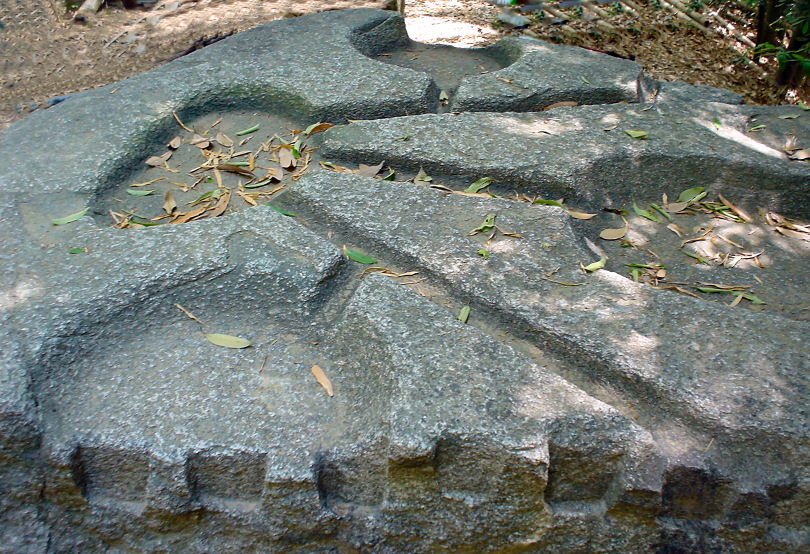
酒船石

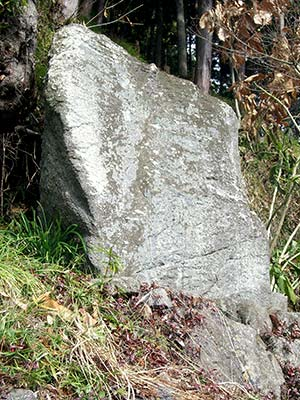
上居の立石

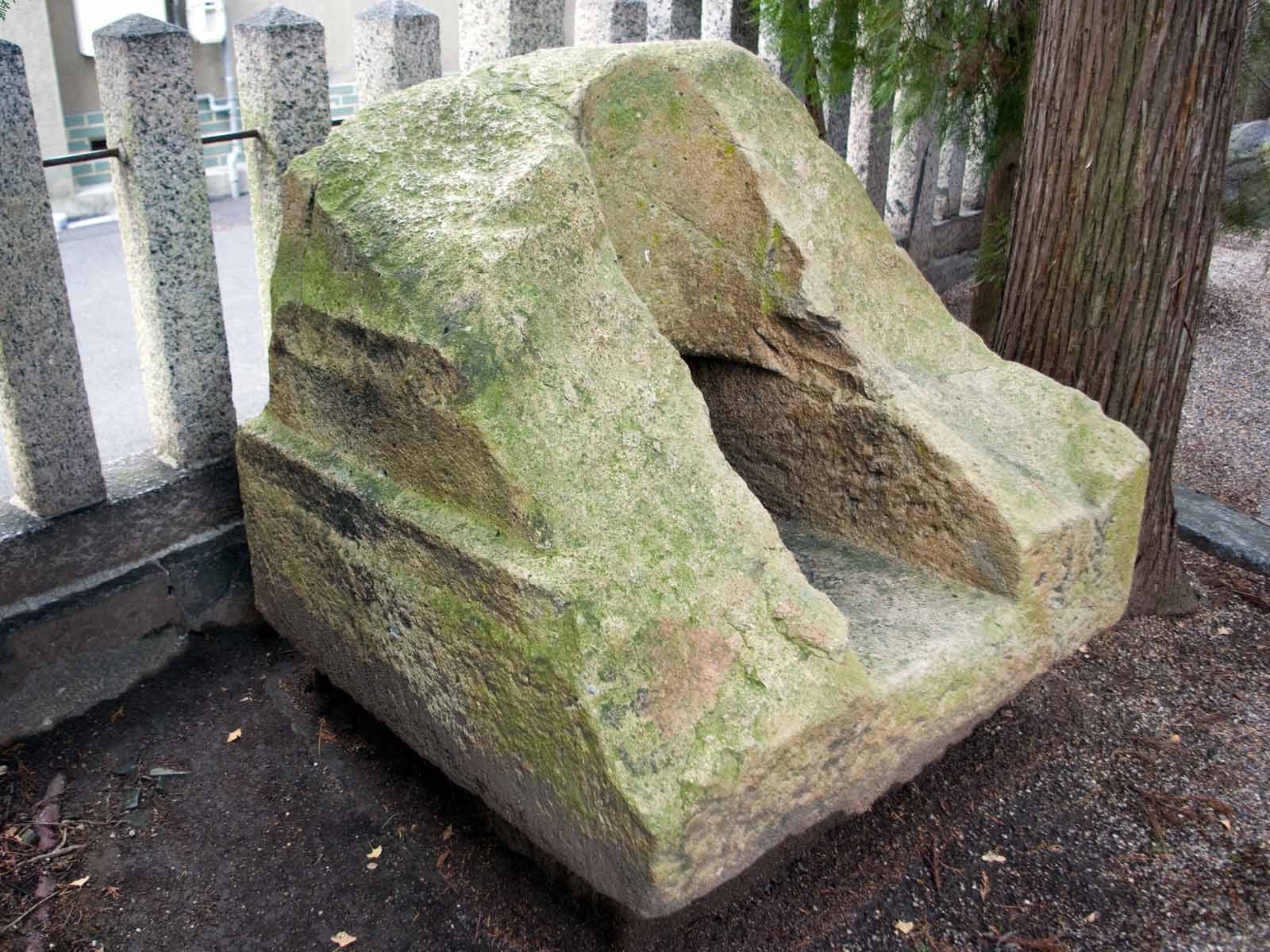
こぐり石

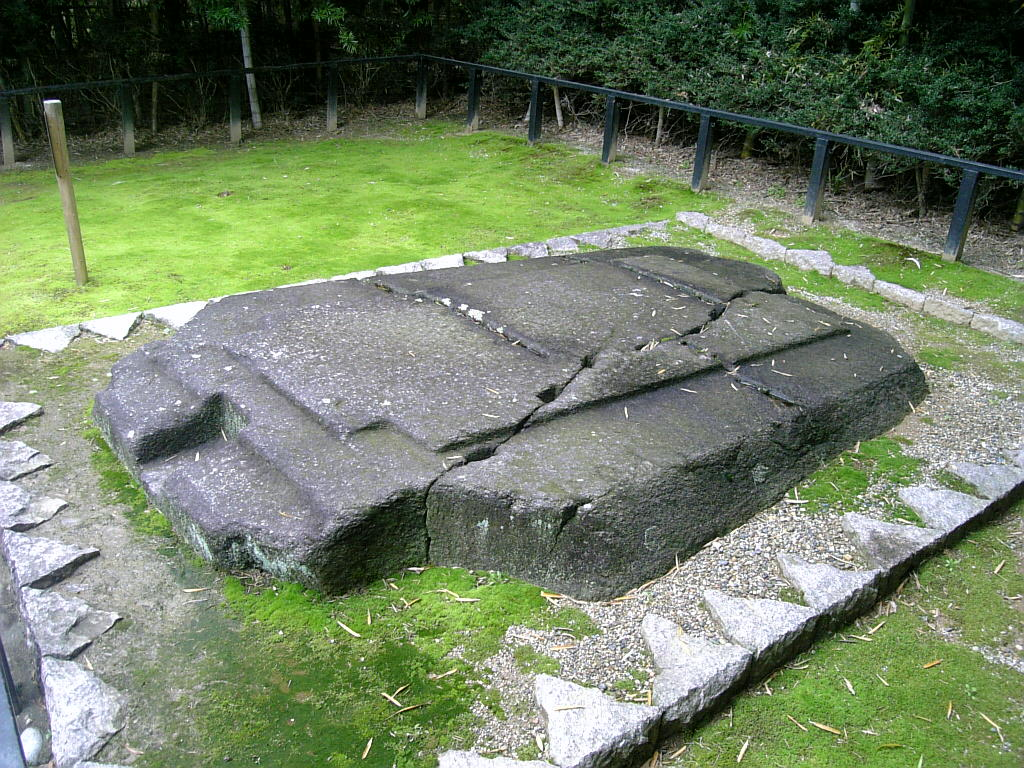
鬼の俎

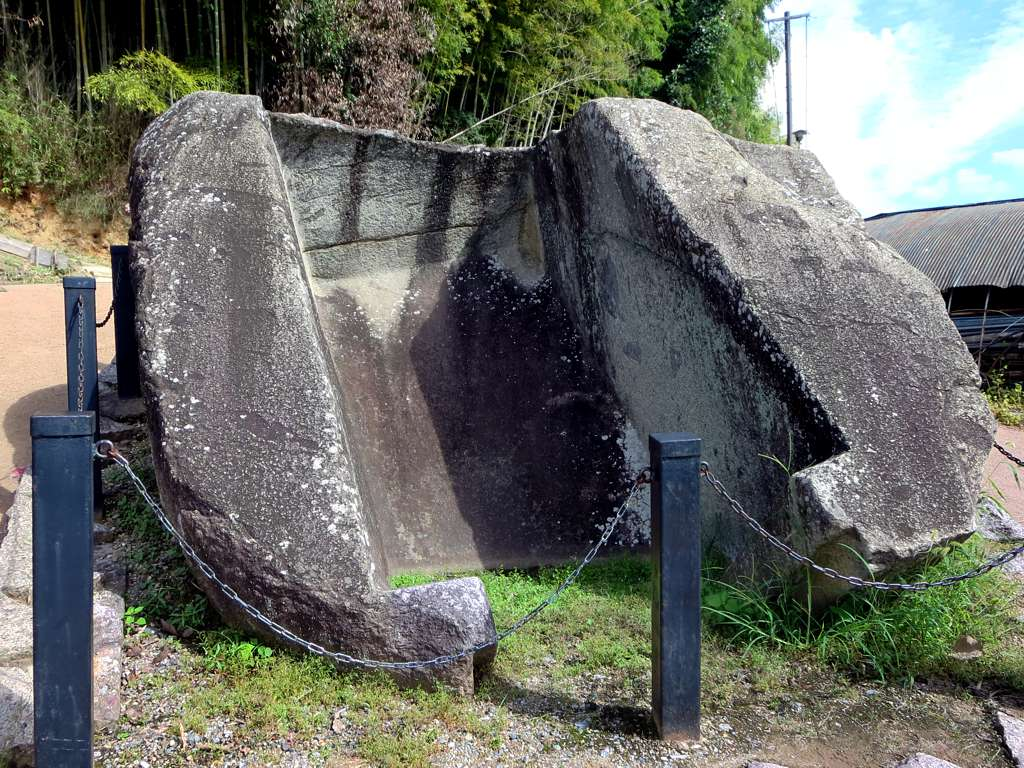
鬼の雪隠

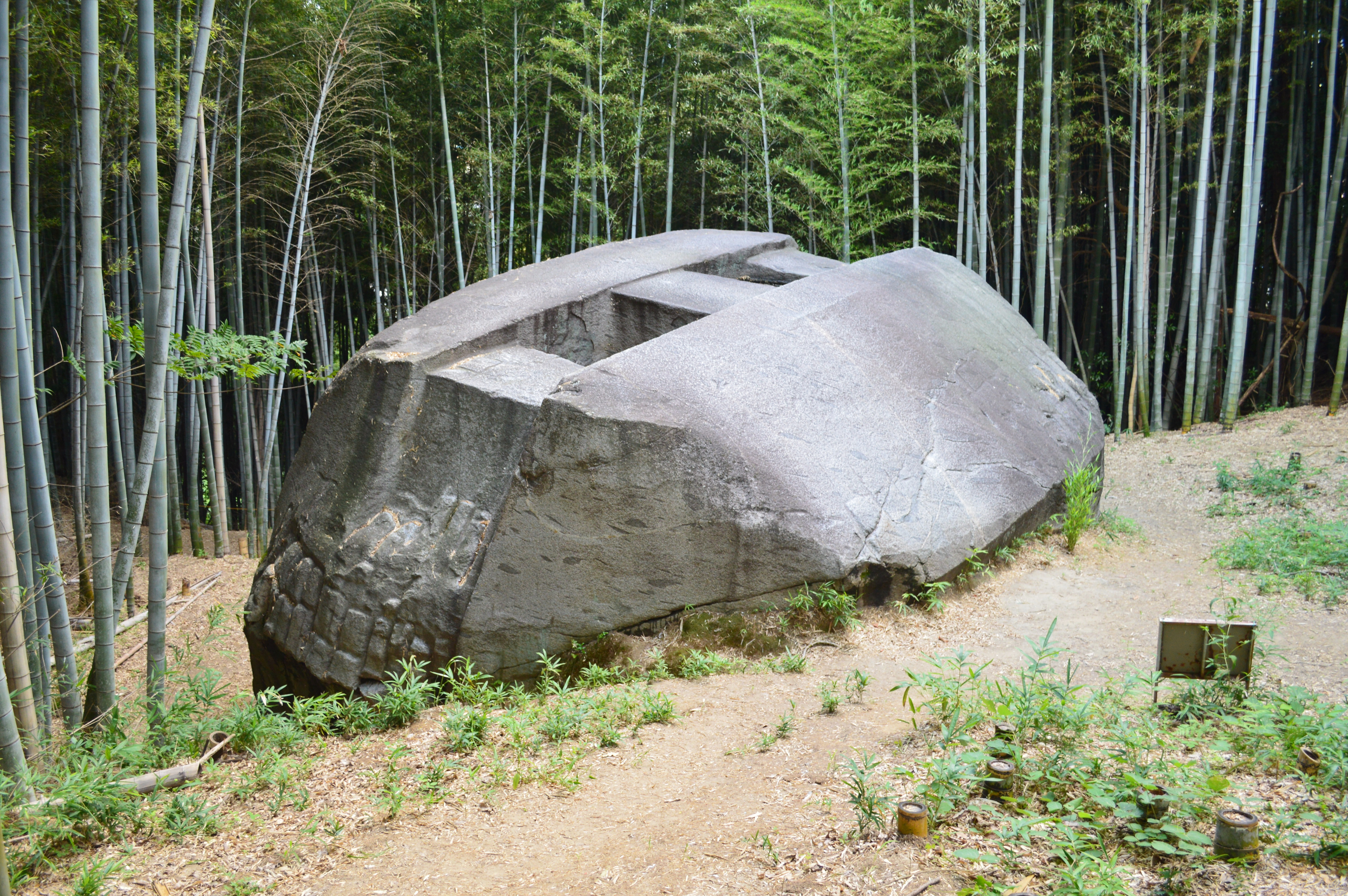
益田岩船

猿石（明日香村下田平）
1702年（元禄15年）に梅山古墳の西の田から掘り出された。

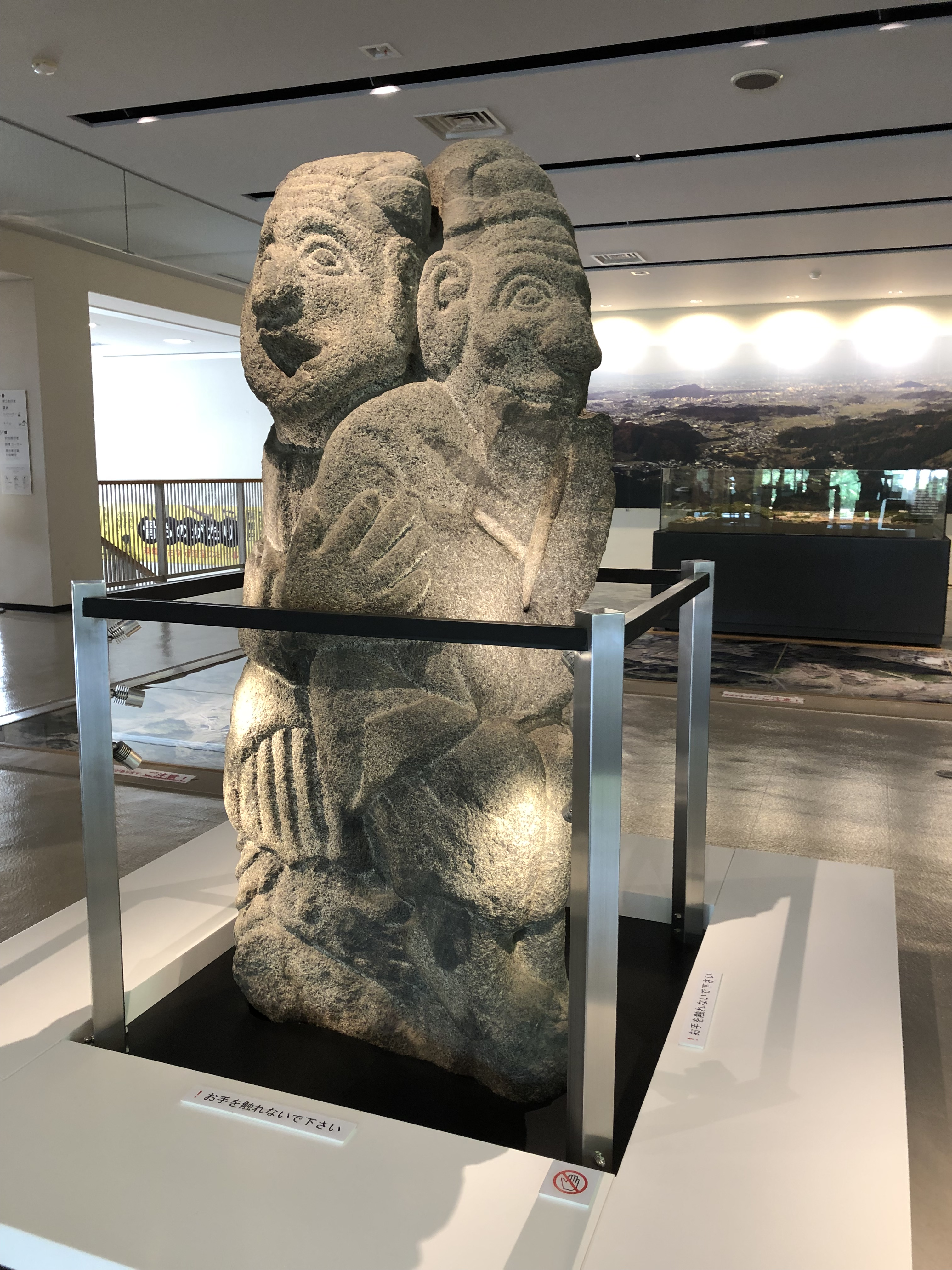
石人像
道祖神とも呼ばれる。1903年（明治36年）、須弥山石と同じ場所から発掘された石像で、岩に座った男性に女性が後ろから手をそえている。男性の足元から口まで内部に細い管が通り、途中で女性の口にも分岐していることから、噴水施設であったと推測されている。衣装は飛鳥調のものであるが、風貌から男女のモデルをペルシャ・インドに求める説もある。飛鳥資料館では実物のほかに、噴水装置として復元したものを展示している。
人頭石（高取町観覚寺）
顔石とも呼ばれる。高取町の光永寺の境内にある人の顔が彫られた石像で、現在は手水石に転用されている。猿石と同時に掘り出されたとみられている。
二面石（明日香村橘）
橘寺境内にある前後に人面が彫られた石像。
亀石（明日香村川原）
亀がうずくまったように見える巨石。
亀形石造物
1998年（平成10年）、酒船石がある丘陵の下から発掘された亀またはスッポンを表した石。
マラ石（明日香村祝戸）
国営飛鳥歴史公園祝戸地区への入口付近にあり、男性の陰茎を思わせる石が斜めに突き立っている。仏教考古学者の石田茂作によりマラ石と命名された。宮域を示すための標石、橋脚として利用されたなどの説が出されているが確かな用途は不明である。
弥勒石
飛鳥寺の南西の飛鳥川の東岸にあり、地蔵菩薩を思わせる形状をしている。高さ約2メートル、幅約1メートル。条里制の標石とも言われるが確かな用途は不明である。この石を拝むと下半身の病気が治るという伝説があり、現在は石を被う祠が建てられ信仰の対象となっている。
須弥山石
1902年（明治35年）、明日香村石神の田から発掘された（石神遺跡）。浮き彫りがほどこされた石を3段に積み上げられた噴水装置だが、外側の模様や内部の水路がつながらないことなどから本来は4段ないし5段であったと推測されている。『日本書紀』には斉明天皇が外国からの使者を迎えて須弥山石のもとで饗宴を開いたことが記されており、文献と一致する唯一の石造物。飛鳥資料館では実物の他に、4段に復元したものが展示されている。
酒船石（明日香村岡）
上部に幾何学的な溝が掘られた石。後年、出水から出土したものと区別するため、岡の酒船石と呼ばれることもある。
出水酒船石
1916年（大正5年）5月21日、明日香村字出水ケチンダの田から出土した。文化財保護法以前の埋蔵物で個人所有となり、現在は京都の野村別邸「碧雲荘」の庭に運ばれており、一般には公開されていないため直接見ることはできないが、レプリカが飛鳥資料館に展示されている。
車石
1935年（昭和10年）に岡の酒船石から南へ10メートルほど離れたところで発掘された、中央に車輪の跡のような溝が彫られた石。酒船石との関連の有無は論議があるが、出水酒船石、車石を連携して、飛鳥資料館では導水施設として展示されている。
文様石（明日香村豊浦）
向原寺（豊浦寺跡）にある文様が彫られた石。一部を除き江戸時代につくられた和田池に通じる用水路のトンネル内の壁石に転用された。
川原の立石
川原寺の東の飛鳥川沿いで発見されたが、現在は埋め戻されている。
岡の立石
岡寺の山門の横を上ったところにある。
上居の立石
石舞台古墳から多武峰に行く道の途中にある。
立部の立石
明日香村大字立部（たちべ）の定林寺跡にあり、高さ約1メートルで、地元の伝承で聖徳太子の幼年期の遊び道具などの関連伝説があり「乳母石」とも呼ばれた。だが、花崗岩製で飛鳥の他の石像と同種のものである。頭・首・肩・10センチメートルの右目などの初期加工の痕跡があり、人面相とされている。
こぐり石
橿原市新賀町の市杵島神社の境内にある石造物。
鬼の俎・鬼の雪隠（明日香村野口・平田）
明日香村野口・平田にある石造物。宮内庁により欽明天皇檜隈坂合陵の陪冢に治定されている。
益田岩船（橿原市白橿町）
橿原市白橿町にある石造物。奈良県指定史跡。飛鳥の石造物の中でも最大のものである。